# Norman I. Platnick
Norman I. Platnick (Bluefield, Virginia Occidental, 30 de diciembre de 1951-Filadelfia, 8 de abril de 2020) fue un aracnólogo estadounidense y conservador del departamento de zoología de invertebrados del Museo Americano de Historia Natural.

## Biografía
Doctorado por la Universidad Harvard en 1973, Platnick ha descrito miles de especies de arañas de muchas regiones del mundo, que van desde la tarántulas enanas de Norteamérica a las arañas de cola blanca del género Lampona en Australia. Fue el responsable del Catálogo mundial de arañas, una página web del museo donde se almacena literatura sobre aracnología, e intentó mantener una lista global y catalogada taxonómicamente de todas las especies de arañas que han sido formalmente descritas. En 2007 recibió el premio Bonnet de la Sociedad internacional de aracnología en reconocimiento a su labor en este catálogo.
Falleció a los sesenta y ocho años el 8 de abril de 2020.

## Publicaciones destacadas
- Platnick, N.I. (1973): A Revision of the North American Spiders of the Family Anyphaenidae. Ph.D. thesis, Harvard University
- Gertsch, Willis J. & Platnick, N.I. (1979): A revision of the spider family Mecicobothriidae (Araneae, Mygalomorphae)." Am. Museum novitates 2687 Abstract, PDF
- Platnick, N. I. (1990): Spinneret Morphology and the Phylogeny of Ground Spiders (Araneae, Gnaphosoidea). Am. Museum Novitates 2978: 1-42. PDF (33Mb)
- Platnick, N. I., Coddington, J.A., Forster, R.R., and Griswold, C.E. (1991): Spinneret Morphology and the Phylogeny of Haplogyne Spiders (Araneae, Araneomorphae). Am. Museum Novitates 3016: 1-73. PDF (50Mb)
- Platnick, N. I. (1998): Advances in Spider Taxonomy 1992-1995, with Redescriptions 1940-1980. New York Entomological Society 976 pp.
- Griswold, C. E., Coddington, J.A., Platnick, N.I. & Forster, R.R. (1999): Towards a Phylogeny of Entelegyne Spiders (Araneae, Araneomorphae, Entelegynae). J. of Arachnology 27: 53-63. PDF
- Dimensions Of Biodiversity: Targeting Megadiverse Groups (enlace roto disponible en Internet Archive; véase el historial, la primera versión y la última). (from: Cracraft, J. & Grifo, F.T. (eds.) (1999). The Living Planet In Crisis - Biodiversity Science and Policy. Columbia University Press.
- Platnick, N.I. (2000): A Relimitation and Revision of the Australasian Ground Spider Family Lamponidae (Araneae: Gnaphosoidea). Bulletin of the American Museum of Natural History 245: 1-330. Web version - Abstract, PDF

## Abreviatura (zoología)
La abreviatura Platnick  se emplea para indicar a Norman I. Platnick como autoridad en la descripción y taxonomía en zoología.